# Дворец искусств Ленинградской области (ДК Горького)
Дворе́ц иску́сств Ленинградской области (первоначально Дом культуры Московско-Нарвского района, затем — Дворец культуры имени А. М. Горького) — первый в Ленинграде дом культуры, построенный в 1925—1927 годах архитекторами А. И. Гегелло и А. И. Дмитриевым при участии архитектора Д. Л. Кричевского и инженера В. Ф. Райляна в стиле конструктивизм.
Расположен на площади Стачек, дом № 4 в Кировском районе Санкт-Петербурга, рядом со станцией метро «Нарвская».

## История и современность
Открыт в десятую годовщину Октябрьской революции 7 ноября 1927 года (в один день со Школой имени 10-летия Октября). Имя А. М. Горького присвоено 8 июля 1929 года, на торжественной церемонии писатель присутствовал лично.
В 1937 году автор проекта А. И. Гегелло был удостоен Гран-при Всемирной выставки в Париже. В 1978 году ДК им. Горького награждён орденом Трудового Красного Знамени.
За время работы ДК им. А. М. Горького стал популярной театрально-концертной площадкой (вместимость зала 2200 мест). В здании работали кружки и творческие коллективы, к руководству которыми в разные годы привлекались известные специалисты. В частности, изостудию ДК им. А. М. Горького в 1946—1949 годах возглавлял художник С. И. Осипов.
В 2020 году дворец культуры имени Горького перешёл в ведение правительства Ленинградской области, у которой до этого не было большой культурной площадки в Петербурге, и стал дворцом искусств. Здание было выкуплено  у федерации профсоюзов, для которого оно стало тяжелым бременем. Дворец стал второй площадкой театра на Васильевском.

## Фотогалерея

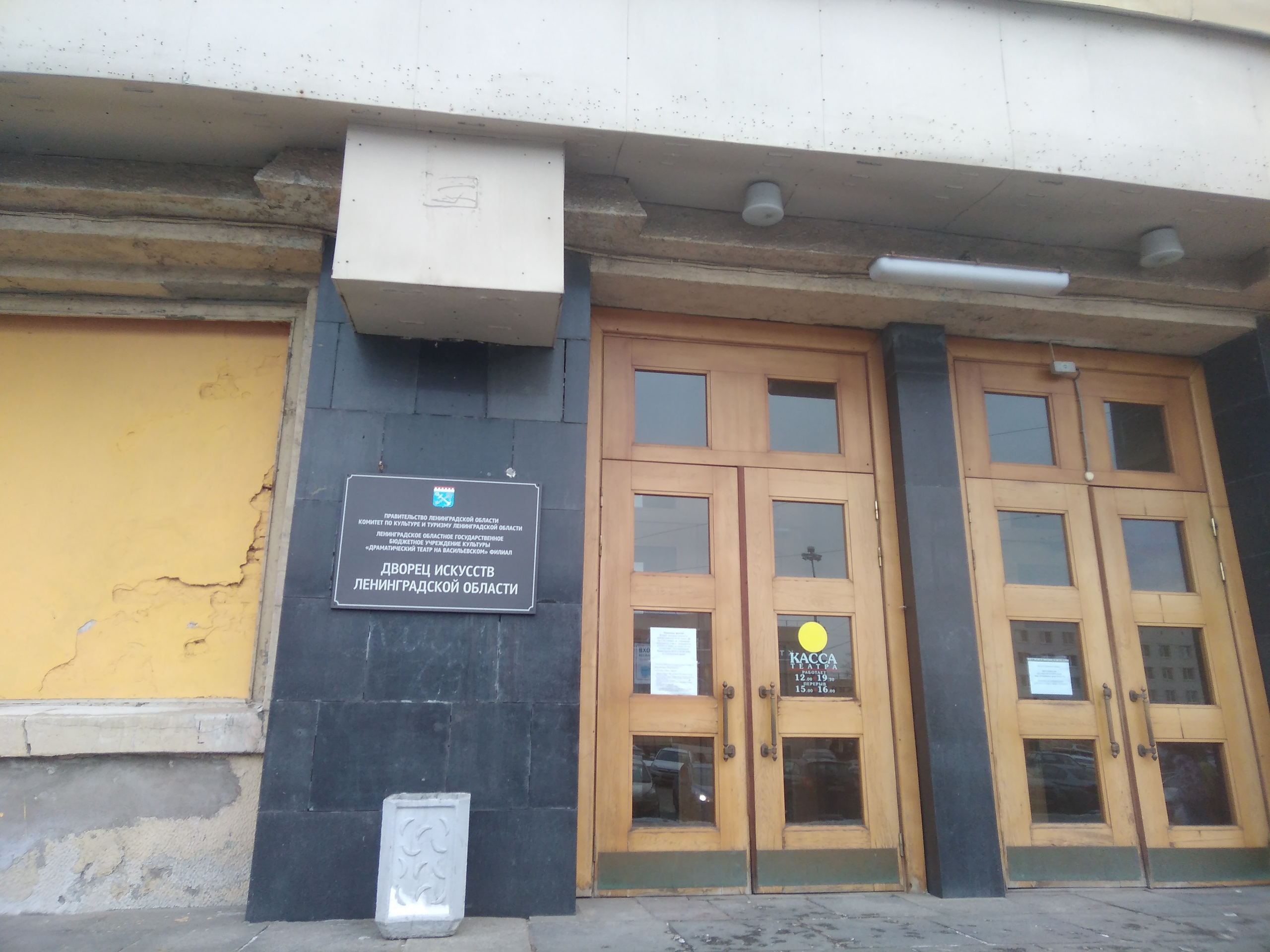
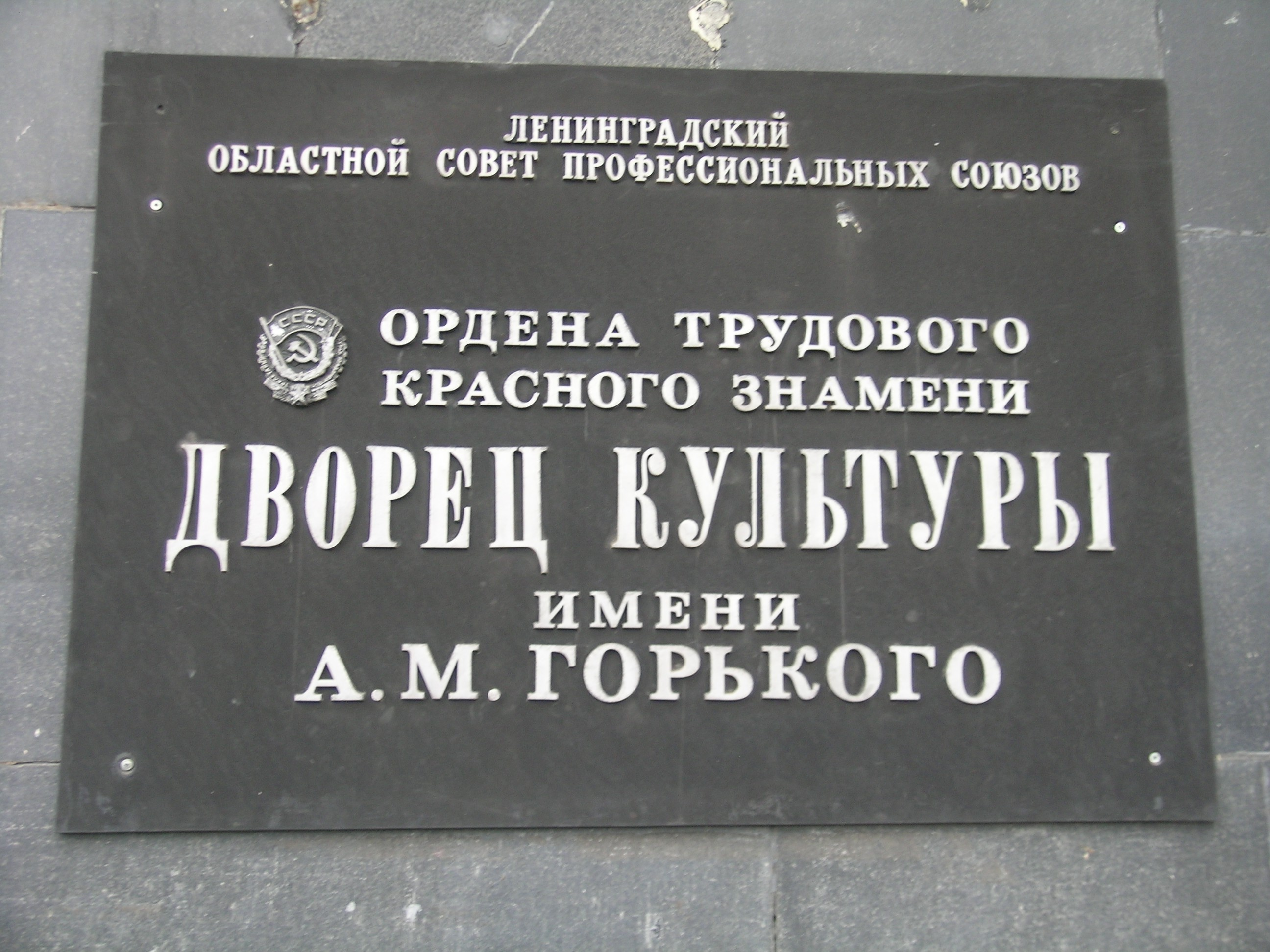
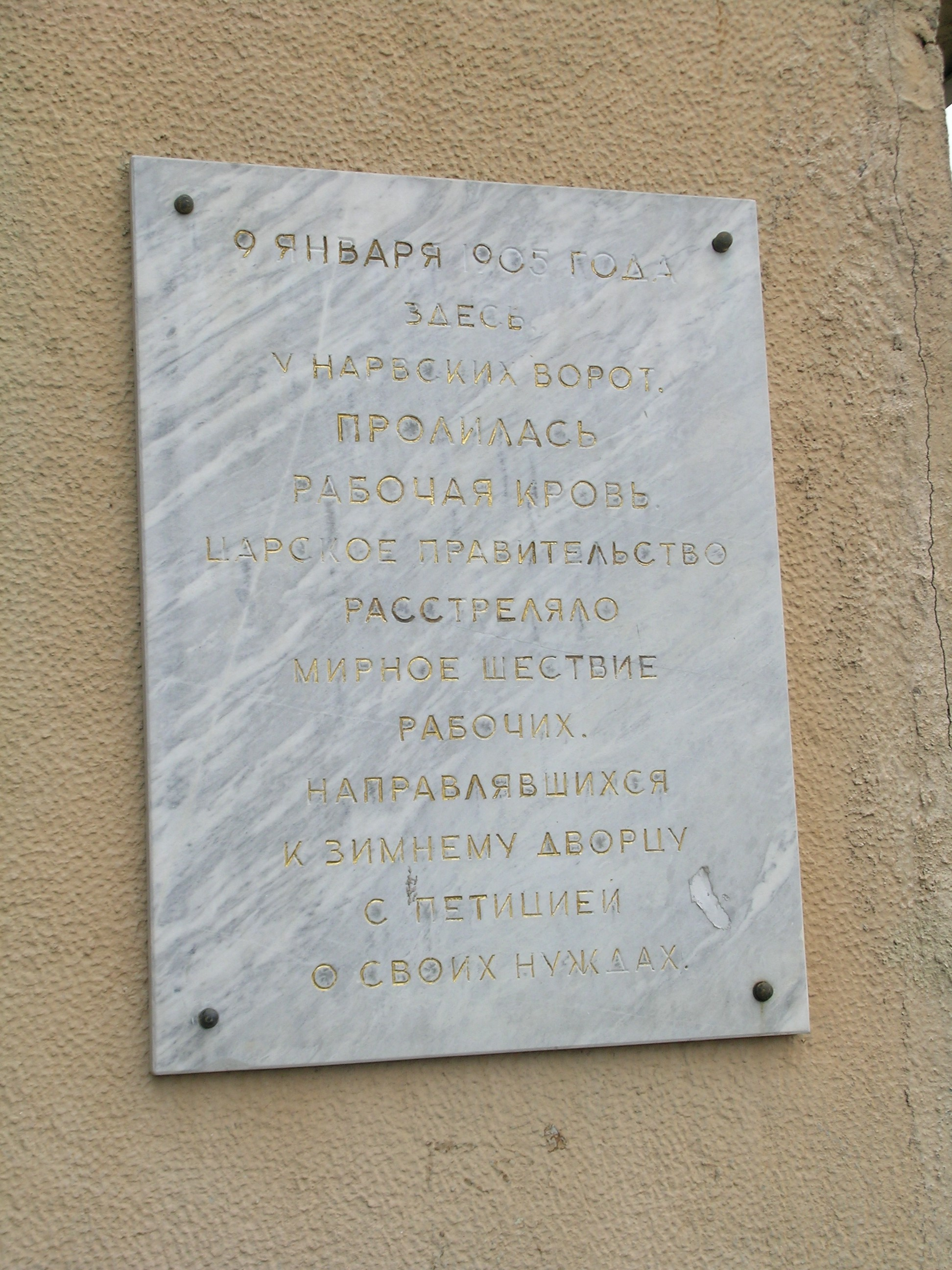
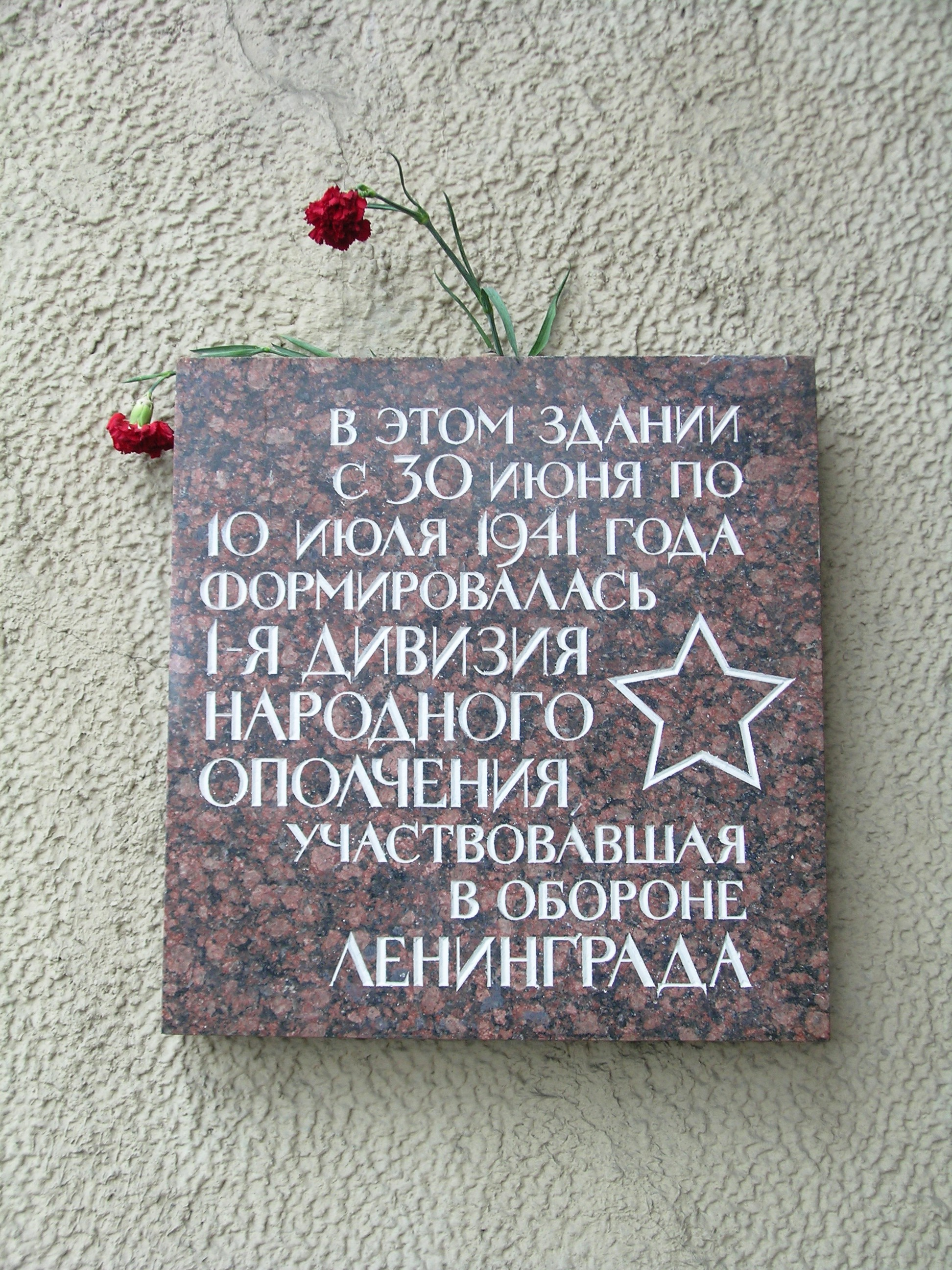

## Мемориальные доски
- Ленинградский областной совет профессиональных союзов

Ордена Трудового красного знамени
Дворец культуры имени А. М. Горького
- 9 января 1905 года здесь у Нарвских ворот. Пролилась рабочая кровь. Царское правительство расстреляло мирное шествие рабочих. Направлявшихся к Зимнему дворцу с петицией о своих нуждах.
- В этом здании с 30 июня по 10 июля 1941 года формировалась 1-я дивизия народного ополчения, участвовавшая в обороне Ленинграда.
- На сцене этого дворца с 1976 по 1987 годы выступал народный артист СССР Аркадий Райкин.

## Награды
- Орден Трудового Красного Знамени (1978)
- Почётный диплом Законодательного Собрания Санкт-Петербурга (31 октября 2007 года) — за выдающийся вклад в культурное развитие Санкт-Петербурга, высокие достижения в культурно-массовой и воспитательной работе и в связи с 80-летием со дня основания[3].
- Почётный диплом Законодательного Собрания Санкт-Петербурга (31 октября 2012 года) — за значительный вклад в культурное развитие Санкт-Петербурга, а также в связи с 85-летием со дня основания[4].